# Гамза, Геннадий Ефимович
Геннадий Ефимович Гамза́ (род. 11 марта 1944, с. Нижняя Полтавка, Константиновский район Амурской области) — российский политический деятель. Депутат Государственной Думы второго (1995—1999) и третьего созывов (1999—2003), член фракции КПРФ. Член президиума ЦК КПРФ в 1995—1997 гг. Депутат Совета народных депутатов Амурской области (1994—1995; 2005—2008). Бывший первый секретарь Амурского областного комитета КПРФ (1993—2004). Позднее перешёл во Всероссийскую коммунистическую партию будущего. После участвовал в создании партии «Коммунисты России» и вошёл в состав секретариата партии, а также возглавил Амурский обком партии.

## Биография
Окончил семь классов в сельской школе, судоводительское отделение ремесленного училища. Через год был призван на военную службу на Тихоокеанский флот. C 1967 года работал столяром, слесарем, мастером строительного управления, был заведующим организационным отделом Благовещенского горкома ВЛКСМ. Окончил Хабаровский политехнический институт и Хабаровскую высшую партийную школу.
В 1980—1983 годах — инженер передвижной механизированной колонны, в 1983—1991 годах — прораб войсковой части, избирался секретарём парткома. Член КПСС до августа 1991 года. В 1991 году — инструктор по строительству Управления делами Амурского обкома КПСС; с 1992 года — главный специалист администрации Амурской области, затем директор ремонтно-строительного управления «Аврора» (г. Благовещенск Амурской области).
В 1994 году избран народным депутатом Амурского областного Совета. Был депутатом Амурского областного собрания первого созыва (1994—1997).
С 20 января 1995 года по 20 апреля 1997 года — член президиума ЦК КПРФ.
В 1995 году избран депутатом Государственной Думы второго созыва. Вошёл в состав фракции КПРФ. Был членом Комитета по международным делам. На президентских выборах 1996 года был доверенным лицом Геннадия Зюганова в Амурской области. В 1999 году избран депутатом Госдумы третьего созыва. Вошёл в состав фракции КПРФ.
Бывший первый секретарь Амурского обкома КПРФ, член ЦК КПРФ. Был председателем Амурского областного отделения общероссийского общественного движения «Народно-патриотический союз России», членом координационного совета НПСР.
В 2004 году в период внутрипартийного конфликта в КПРФ выступил против Зюганова. Участвовал в «альтернативном съезде» противников Зюганова, который впоследствии был признан Минюстом нелегитимным. 6 июля 2004 года Гамза Президиум ЦК партии отстранил его от должности первого секретаря амурского обкома КПРФ. Вместо него исполняющим обязанности первого секретаря областного отделения КПРФ был назначен председатель Амурского областного совета народных депутатов Станислав Горянский. Гамза перешёл во Всероссийскую коммунистическую партию будущего Владимира Тихонова.
Избран депутатом Совета народных депутатов Амурской области в 2005 году по списку блока «За Родное Приамурье».
В 2007 году входил в список кандидатов в депутаты в Государственную Думу РФ V созыва от «Справедливой России», но не был избран. В 2008 году безуспешно был выдвинут кандидатом в депутаты Законодательного собрания Амурской области в составе списка партии «Справедливая Россия». В 2009 году вступил в новое общественное движение «Коммунисты России». Впоследствии возглавил Амурский обком партии. Член политбюро ЦК партии «Коммунисты России».